# 蔡少芬
蔡少芬（英語：Ada Choi Siu Fun；1973年9月17日—），籍貫廣東潮州，其母親為越南華人。香港女演員及兼職女模特兒，前無綫電視女藝員，曾是無綫電視2000年代初四大花旦之一，至今依然保持最年輕的香港視后之紀錄。現時活躍於中國大陸、香港兩地電視圈，主力拍攝兩地電視劇。

## 背景
蔡少芬早年居住在九龍觀塘，曾就讀東華三院關啟明小學上午校（1986年畢業）、德貞女子中學、威靈頓英文中學、聖瑪加利女書院（葵涌分校）、新法書院及香港基教書院。
童年時蔡少芬父母已離異，她和哥哥蔡少雄跟隨母親在蘇屋邨生活。蔡母曾經嗜賭，并欠下巨额赌债，蔡少芬出道后，曾辛苦工作为母还债。2000年，蔡少芬因不堪重負，宣佈與母親脫離關係。2003年之後，母女重歸於好，蔡母成功戒賭，後來受洗成為基督徒。

## 演藝生涯
1989年蔡少芬曾參加無綫電視的超級模特兒大賽，兩年後以17歲之齡參加1991年度香港小姐競選，並獲得季軍。同屆冠軍是郭藹明。及後她與電視廣播有限公司簽約，正式成為無綫電視旗下合約女藝員。由于长相酷似87年港姐邱淑贞，1992年卸任後立即獲無綫力捧，於台慶劇《風之刀》演出作磨練，並連同梁小冰及袁潔瑩一同擔正女主角。其後在驚異劇集《極度空靈》其中一個單元中演出獲得不少觀眾讚賞。
1993年蔡少芬有五部劇集播出，其中四部《魔刀俠情》、《如來神掌再戰江湖》、《金牙大狀》及《馬場大亨》是其擔正第一或第二女主角的劇集，而劇集《天倫》中擔任女配角。蔡少芬在《魔刀俠情》及《如來神掌再戰江湖》的古裝打扮獲得觀眾讚賞，在《天倫》首度挑戰壞女人的角色而獲得好評。由於蔡少芬的演技仍然幼嫩，加上受負面花邊新聞影響，因此她經常被傳媒及觀眾的負評干擾，觀眾緣不佳。
1994年在靈異劇集《異度凶情》擔任三大女主角之一，同年7月與無綫電視之包薪合約約滿，並轉為部頭合約。同時簽約永盛娛樂一年，主力影圈發展，參與《大話西游》《精武英雄》等經典電影。之後更憑《人間色相》、《去吧！揸fit人兵團》、《每天愛您8小時》等片的出色表現，多次獲得香港電影評論學會及金紫荊獎最佳女演員提名。
1996年蔡少芬正式回歸電視，在重頭劇《壹號皇庭V》擔正飾演李彤一角，與歐陽震華及吳啟華合作。憑此劇開始，蔡少芬在無綫的事業開始節節上升，演技開始獲得大眾認同及肯定，同時蔡少芬更憑藉此劇入圍無綫首屆頒獎禮《萬千星輝頒獎典禮1997》最佳女主角（最後七強）；此劇亦成為蔡少芬首部經典之作，並自此主力電視發展。
1998年蔡少芬主演重頭劇《天地豪情》及《妙手仁心》，先後飾演的孫樺（Diana）及唐姿禮（Jackie）亦成為其經典角色，角色深入民心。同時她以半熱門姿態憑藉《天地豪情》勇奪《萬千星輝頒獎典禮1998》最佳女主角，成為無綫第二屆視后，至今仍然保持最年輕的視后紀錄（奪獎時為25歲）。此外她與吳啟華的情侶演出奪得《萬千星輝頒獎典禮1998》最佳拍檔大獎，同時她與吳啟華更成為觀眾心目中的熒幕情侶。
2001年繼無綫一姐關詠荷離巢後，蔡少芬與郭可盈、宣萱及陳慧珊四人被譽為無綫電視「四大花旦」，除了在每部電視劇擔正第一女主角之外，在台慶頒獎禮更是入圍最佳女主角最後五強的常客。同年她再次與吳啟華憑藉《妙手仁心II》的情侶演出奪得《萬千星輝頒獎典禮2001》本年度我最喜愛的拍檔（戲劇組）。其後她頂替離巢的關詠荷在《陀槍師姐III》系列出演第一女主角，同樣獲得好評。
2002年蔡少芬在劇集《洛神》中出演「甄宓」一角，奪得《萬千星輝頒獎典禮2002》我最喜愛的電視角色。2004年主演喜劇《棟篤神探》，與黃子華獲得《萬千星輝頒獎典禮2004》我最喜愛的拍檔（戲劇組）。2005年開始成為戚其義的御用演員，參演《火舞黃沙》、《珠光寶氣》、《飛女正傳》《金枝慾孽貳》等，其中她憑藉《珠光寶氣》中的演出獲得上海電視節白玉蘭獎最佳女演員提名，憑《金枝慾孽貳》在第13屆華鼎獎獲得「中國古裝題材電視劇最佳女演員」。
2010年代，主力往中國大陸發展。2011年憑藉清裝大劇《后宮甄嬛傳》的「皇后」一角再次創下演藝事業高峰。2016年10月回歸無綫電視拍攝《老表，畢業喇！》。此外，2014年起蔡少芬活躍於中國大陸綜藝節目，參加《偶像來了》《王牌對王牌》《請吃飯的姐姐》等，也和張晉一起參加《為她而戰》《妻子的浪漫旅行》。

## 个人生活
蔡少芬是基督徒，曾經于2007年拍攝無綫電視節目《向世界出發》時前往以色列朝圣。
蔡少芬曾經與富商劉鑾雄（大劉），男星吳奇隆交往。
2007年12月10日，蔡少芬宣佈與演员張晉婚讯。2008年1月12日，二人在香港西貢的香港浸信會神學院大禮堂舉行婚禮。2011年，蔡少芬於香港山頂嘉諾撒醫院誕下长女；2013年，产下次女。2019年，兒子出生。

## 演出作品

### 電視劇（無綫電視）
| 首播   | 劇名               | 角色                             | 备注 |
| 1992年 | 風之刀             | 凌 湘                            | |
| 1992年 | 極度空靈           | 秀 秀                            | 靈異單元劇，第12集：'孽債' |
| 1993年 | 魔刀俠情           | 古 雪                            | |
| 1993年 | 如來神掌再戰江湖   | 天 香                            | |
| 1993年 | 天倫               | 齊雪兒                           | |
| 1993年 | 金牙大狀           | 商 湘                            | |
| 1993年 | 馬場大亨           | 鍾愛玲                           | |
| 1993年 | 鎮金女人周記       | Suki                             | 單元劇，第1集：'一夜情緣' |
| 1993年 | 不可思議星期二     | 阿 琪                            | 靈異單元劇，第10集：'悔' |
| 1994年 | 異度凶情           | 羅小薇                           | |
| 1994年 | 包青天             | 璩秀秀                           | 單元：碾玉觀音 與台灣合拍版，因故未能播出 |
| 1995年 | 白髮魔女傳         | 練霓裳                           | 1994年12月海外發行 |
| 1995年 | 包青天             | 孟如憶／孫小雅                   | 單元一：揮淚斬公孫（第1-5集） |
| 1995年 | 大捕快             | 花 鼓                            | 1994年3月海外發行 |
| 1995年 | 香港情未了         | 張偉良太太                       | 劉德華特輯 單元：劍膽雄心 |
| 1997年 | 壹號皇庭V          | 李 彤                            | 入圍1997年度萬千星輝賀台慶「最佳女主角」（最後七強） |
| 1997年 | 孝感動天           | 緹 縈                            | 單元一：緹縈救父（第1-5集） 1995年2月海外發行 |
| 1998年 | 天地豪情           | 孫 樺（Diana）                   | 榮獲1998年度萬千星輝賀台慶「最佳女主角」 |
| 1998年 | 妙手仁心           | 唐姿禮（Jackie）                 | 榮獲1998年度萬千星輝賀台慶「最佳拍檔大獎」 （程至美(吳啟華)&唐姿禮） |
| 1999年 | 十三密殺令         | 謝銀嬌/莫芝蓮                    | 1997年2月海外發行 |
| 1999年 | 千里姻緣兜錯圈     | 黃玉芬（Cat）                    | 入圍1999年度萬千星輝賀台慶「最佳女主角」（最後五強） |
| 1999年 | 創世紀             | 田 寧                            | |
| 2000年 | 創世紀II之天地有情 | 田 寧                            | 提名2000年度萬千星輝賀台慶「最佳女主角」 |
| 2000年 | 妙手仁心II         | 唐姿禮（Jackie）                 | 獲得2000年度萬千星輝賀台慶「最佳拍檔大獎」 （程至美(吳啟華)&唐姿禮） |
| 2001年 | 勇往直前           | 陸穎怡                           | 提名2001年度萬千星輝賀台慶「最佳女主角」 |
| 2001年 | 陀槍師姐III        | 衛英姿（竹篙精）                 | 榮獲《明報周刊》2001年演藝動力大獎「最突出電視女藝員」 獲得2001年度萬千星輝賀台慶「我最喜愛的電視角色」 入圍2001年度萬千星輝賀台慶「最佳女主角」（最後五強） |
| 2002年 | 洛神               | 甄 宓                            | 獲得2002年度萬千星輝賀台慶「我最喜愛的電視角色」 提名2002年度萬千星輝賀台慶「最佳女主角」（最後五強） |
| 2003年 | 黑夜彩虹           | 常 喜                            | 提名2003年度萬千星輝賀台慶「最佳女主角」 |
| 2004年 | 陀槍師姐IV         | 衛英姿（竹篙精）                 | 提名2004年度萬千星輝賀台慶「最佳女主角」 提名Astro华丽台电视剧大奖2004「我的至愛女主角」 提名Astro华丽台电视剧大奖2004「我的至愛角色」 |
| 2004年 | 棟篤神探           | 李慧慧（Vivian、Vivi姐）         | 獲得2004年度萬千星輝賀台慶「本年度我最喜愛的電視角色」 獲得2004年度萬千星輝賀台慶「本年度我最喜愛的拍檔（戲劇組）」（莫作棟(黃子華)&李慧慧） 獲得Astro华丽台电视剧大奖2005「我的至愛角色」 提名2004年度萬千星輝賀台慶「最佳女主角」 提名Astro华丽台电视剧大奖2005「我的至愛女主角」（最後五強） 提名Astro华丽台电视剧大奖2005「我的至愛情侶檔」（莫作棟(黃子華)&李慧慧） 提名Astro华丽台电视剧大奖2005「我最難忘的一幕」(李慧慧已經愛上莫作棟) |
| 2006年 | 火舞黃沙           | 焦 玉 （宋當家、長房奶奶、二娘） | 提名2006年萬千星輝頒獎典禮「最佳女主角」（最後五強） 提名2006年萬千星輝頒獎典禮「我最喜愛的電視女角色」 提名Astro华丽台电视剧大奖2006「我的至愛女主角」 提名Astro华丽台电视剧大奖2006「我的至愛角色」 提名《明報周刊》2006年演藝動力大獎「我最支持的演藝動力大獎」 榮獲《明報周刊》2006年演藝動力大獎「最突出電視女藝員」 |
| 2008年 | 珠光寶氣           | 康雅思（Jessica、小妹）          | 提名2009年萬千星輝頒獎典禮「最佳女主角」（最後五強） 提名2009年萬千星輝頒獎典禮「我最喜愛的電視女角色」 入圍騰訊網2009星光大典「港台年度電視劇女演員」（最後五強） 提名第十五屆上海電視節白玉蘭獎「最佳女演員」（最後五強） 榮獲第十四届全球华语榜中榜暨亚洲影响力大典最佳女主角 |
| 2010年 | 飛女正傳           | 梁巧芝（Yvonne）／Janet Bin      | 提名2010年萬千星輝頒獎典禮「最佳女主角」 提名2010年萬千星輝頒獎典禮「我最喜愛的電視女角色」 提名MY AOD我的最愛頒獎典禮2010「我的最愛電視女主角」（最後十強） 提名MY AOD我的最愛頒獎典禮2010「十大我的最愛電視角色」 |
| 2013年 | 金枝慾孽貳         | 布雅穆齊·湘菱（湘菱嬤嬤）        | 榮獲第13屆華鼎獎中國古裝題材電視劇最佳女演員 提名TVB 馬來西亞星光薈萃頒獎典禮2013「最喜愛TVB電視角色」 提名萬千星輝頒獎典禮2013「最佳女主角」 |
| 2017年 | 老表，畢業喇！     | 張進強（Mon姐）                  | 提名星和無綫電視大獎2017「最愛TVB女主角」 提名TVB 馬來西亞星光薈萃頒獎典禮2017「最喜愛TVB女主角」 提名TVB 馬來西亞星光薈萃頒獎典禮2017「最喜愛TVB電視角色」 最後一部參與無綫電視劇 |

### 電視巡禮片（無綫電視）
| 年份   | 劇名               | 角色                    | 合作演員                                                                               | 備註                                                                           |
| 2001年 | 《洛神》           | 甄宓                    | 馬浚偉、魏駿傑、翁虹、高雄                                                             | 演員陣容有部分更動                                                             |
| 2002年 | 《狄仁傑傳奇》     | 武則天                  | 羅嘉良、溫兆倫、高雄、梁琤、洋、王偉                                                   | 後更名為《盛世仁傑》，演員陣容完全不同，沒有參演                               |
| 2003年 | 《金枝慾孽》       | 妃子                    | 林保怡、邵美琪、葉璇、林韋辰、陳霽平                                                   | 演員陣容除林保怡、陳霽平外完全不同，沒有參演                                   |
| 2004年 | 《爭分奪秒》       | 方中信妻子              | 姜大衛、石修、方中信                                                                   | 演員陣容除方中信外完全不同，沒有參演                                           |
| 2007年 | 《玉面玲瓏》       | 王熙鳳                  | 蓋鳴輝、梁舜燕、韓馬利、向海嵐、馬德鐘、楊思琦、廖碧兒、陳芷菁、唐詩詠、朱慧敏、李亞男 | 沒有開拍                                                                       |
| 2009年 | 《飛女正傳》       | 平凡港女／女超人        | 陳豪、曹永廉、黃德斌                                                                   | 劇情有部分更動                                                                 |
| 2012年 | 《金枝慾孽（貳）》 | 布雅穆齊·湘菱(湘菱嬤嬤) | 鄧萃雯、陳豪、陳芷菁、葉翠翠                                                           | 演員陣容有部分更動                                                             |
| 2015年 | 《公公出宮》       | 金香                    | 黎耀祥、姜大偉、蕭正楠、陳國邦、曹永廉、唐詩詠                                         | 並無出現於節目巡禮上，唯經過唐詩詠口述而得知，最終因延遲開拍沒有檔期而沒有參演 |
| 2017年 | 《老表，畢業喇！》 | 張進強                  | 郭晉安、王菀之、王祖藍、張繼聰、蔡瀚億、鄭欣宜、林欣彤、陳嘉佳、羅蘭、胡楓             | 與巡禮劇情不同以及演員陣容有部分更動                                           |

### 電視劇（亞洲電視）
| 年度   | 劇名             | 角色   |
| 2010年 | 勝者為王         | 童花順 |
| 2011年 | 上海灘之俠醫傳奇 | 劉念   |

### 電視劇（台灣）
| 年度   | 劇名                 | 角色   |
| 1996年 | 計中計狀元財（三立） | 樂小蝶 |

### 電視劇（中國大陸）
| 年度   | 片名               | 角色                    |
| 2002年 | 致命遺產           | 黄子蓉                  |
| 2003年 | 水月洞天           | 豆豆                    |
| 2004年 | 靈鏡傳奇           | 豆豆                    |
| 2005年 | 七劍下天山         | 飛紅巾                  |
| 2005年 | 淚痕劍             | 琥珀/蝶舞               |
| 2005年 | 八陣圖             | 千尋                    |
| 2006年 | 天仙配             | 四仙女（客串）          |
| 2008年 | 十全十美之三喜臨門 | 沈笑顏                  |
| 2011年 | 后宮甄嬛傳         | 烏拉那拉·宜修（皇后）   |
| 2011年 | 西津渡             | 邵月娥                  |
| 2012年 | 山河恋·美人无泪    | 博爾濟吉特·哲哲（皇后） |
| 2018年 | 海上嫁女記         | 何念晴                  |
| 待播   | 爆米花             | 姚秀思                  |

### 電視電影（無綫電視）
| 年度   | 劇名   | 角色           | 備註 |
| 1992年 | 羣星會 | 蔡少芬（凌湘） | 客串 |

### 電影
| 年度   | 片名                   | 角色             | 備註 |
| 1994年 | 九品芝麻官之白面包青天 | 如煙             | |
| 1994年 | 精武英雄               | 素蘭（曉紅）     | |
| 1995年 | 大话西游之月光宝盒     | 鐵扇公主         | 客串 |
| 1995年 | 西遊記大結局之仙履奇緣 | 鐵扇公主         | |
| 1995年 | 山水有相逢             | 沈露露           | |
| 1996年 | 人間色相               | Billie           | 提名第二屆香港電影金紫荊獎「最佳女主角」（最後三強）                                                          |
| 1996年 | 血腥Friday             | Ada              | |
| 1996年 | 去吧！揸FIT人兵團      | Deda             | 提名第二屆香港電影金紫荊獎「最佳女配角」（最後五強） 提名第三屆香港電影評論學會大獎「最佳女演員」（最後三強） |
| 1996年 | 奇異檔案系列之不解之迷 | 傅文迪           | |
| 1997年 | 我有我瘋狂             | 嘉嘉（Magaret）  | |
| 1997年 | 古惑天堂               | 麥阿七／黃愛蓮   | |
| 1997年 | 陰陽路                 | 牛奶妹           | |
| 1997年 | 奪舍                   | May              | |
| 1997年 | 天才與白痴             | Jody             | |
| 1998年 | 濠江風雲               | 崩牙巨前妻       | |
| 1998年 | 職業大賊               | 莉莉             | |
| 1998年 | 每天愛您8小時          | 吳貞貞（Vivian） | 提名第六屆香港電影評論學會大獎「最佳女演員」（最後三強）                                                      |
| 1998年 | 強姦陷阱               | 李珊珊           | |
| 1998年 | 極度重犯               | Annie            | |
| 1999年 | 還我情心               | 蔡倩儀（Maggie） | |
| 1999年 | 醫神                   | 田七             | |
| 2000年 | 情陷百樂門             | 李玉卿（卿姐）   | |
| 2004年 | 天作之盒               | 謝綺雯           | |
| 2008年 | 同門                   | 張樺             | 特别演出 提名第十六屆香港電影評論學會大獎「最佳女演員」（最後五強）                                           |
| 2010年 | 愛情維修站             | 陸楚楚           | |
| 2013年 | 非常幸運               | 西西（CiCi）     | |
| 2014年 | 大话天仙               | 西门庆老婆       | |
| 2014年 | 触不可及               | 纪夫人           | |
| 2015年 | 一切從2019開始         | 天艾             | |
| 2016年 | S風暴                  | 王漫玲           | |
| 2018年 | 棟篤特工               | Sofia            | 客串 |
| 2025年 | 射鵰英雄傳：俠之大者   |                  | |
| 待上映 | 十噸刺客               |                  | |

### 综艺節目

#### 無綫電視
| 年份   | 節目                  | 備註                        |
| 1989年 | 世界模特大賽1989      | 參賽佳麗（10強）            |
| 1991年 | 香港小姐競選準決賽    | 參賽佳麗                    |
| 1991年 | 香港小姐競選決賽      | 參賽佳麗（季軍）            |
| 1992年 | 巴塞隆拿奧運-黃金精點 | 主持                        |
| 1992年 | 笑笑映字派            | 主持                        |
| 1993年 | 娛樂新聞眼            | 嘉賓主持（元宵節）          |
| 1994   | 復活奇蛋嘉年華        | 司儀                        |
| 1995   | 美妙新旅程            | 巴黎/羅馬篇、主持           |
| 2004   | 第23屆香港電影金像獎  | 司儀                        |
| 2004   | 向世界出發第二輯      | 主持（11-14集以色列的苦路） |
| 2015   | 國際中華小姐          | 評委                        |

#### 中國大陸
| 年份   | 媒體          | 節目                     | 備註     |
| 2015年 | 湖南衛視      | 偶像来了                 | 固定出演 |
| 2018年 | 騰訊視頻      | 不可思議的媽媽（第二季） | 固定嘉賓 |
| 2019年 | 芒果TV        | 我最愛的女人們           | 固定嘉賓 |
| 2020年 | 芒果TV        | 妻子的浪漫旅行（第四季） | 固定嘉賓 |
| 2020年 | 優酷/淘寶直播 | 奮鬥吧主播               | 固定嘉賓 |
| 2021年 | 騰訊視頻      | 姐姐妹妹的武館           | 固定嘉賓 |
| 2021年 | 浙江衛視      | 請吃飯的姐姐             | 主持     |
| 2022年 | 湖南衛視      | 你好星期六               | 固定成员 |
| 2023年 | 芒果TV        | 乘風2023                 | 固定演出 |
| 2023年 | 芒果TV        | 我們的美好生活           | 固定嘉賓 |
| 2024年 | 騰訊視頻      | 煥新環遊傳               | 固定嘉賓 |

### MV演出（無綫電視）
| 年份   | 曲目           | 歌手     |
| 1991年 | 幫我，欺騙我   | 譚詠麟   |
| 1992年 | 天才白痴往日情 | 黎明     |
| 1992年 | 每一句說話     | 太極樂隊 |
| 1993年 | 也許你的夢     | 林俊賢   |
| 1993年 | 等你回來       | 張學友   |
| 1994年 | 口琴別戀       | 劉德華   |
| 1994年 | 原來是你最可愛 | 劉德華   |
| 1995年 | 天地初開情已在 | 譚詠麟   |
| 1996年 | 請你早睡早起   | 李克勤   |
| 1996年 | 一個人飛       | 李克勤   |
| 1998年 | 你是我的日與夜 | 馬浚偉   |
| 2001年 | 分手變氣球     | 鄭敬基   |
| 2014年 | 無朋友         | 李克勤   |

## 音樂

### 歌曲
| 曲目               | 專輯/节目              | 備註                                   |
| 每一分每一秒都給你 | 《妙韻仁心》           | 與吳啟華合唱                           |
| 信一天會到         | 《愛在今天》           | 與郭可盈、吳鎮宇、梁小冰、李鄭屋村合唱 |
| 其實我很簡單       | 《愛在今天》           | 蔡少芬獨唱                             |
| 不再一個人         |                        | 與張晉合唱                             |
| 最浪漫的事         | 2009星耀中國藍週年慶典 | 與張晉合唱                             |
| 經過               | 2013東方衛視春晚       | 與張晉合唱                             |
| 平凡相戀           | 2014央視元宵晚會       | 與張晉合唱                             |
| 你是偶像           | 偶像来了               | 節目主題曲                             |
| 世間始終你好       | 王牌對王牌             | 與王祖藍合唱                           |
| 失戀陣線聯盟       | 王牌對王牌             | 與宋茜、舒暢合唱                       |
| 一個人飲醉         | 王牌對王牌             | 與陳赫、婁藝瀟、孫藝洲合唱             |
| 我最愛的女人們     | 我最愛的女人們         | 節目主題曲                             |
| 我的新衣           | 2020雙11狂歡夜         | 與黃奕等合唱                           |
| 漫步人生路         | 請吃飯的姐姐           | 與朱茵合唱                             |
| 倩女幽魂           | 披荊斬棘的哥哥         | 與张晉合唱                             |
| 我是來揍你的       | 小芒年貨節             | 與张晉、高瀚宇合唱                     |
| 漫步人生路         | 你好星期六             | 與黎耀祥、鄧萃雯合唱                   |

### 音樂劇
- 2009年《戀愛猜情尋》慈善音樂劇--（與黃凱芹、李彩華、陳鍵鋒、雷安娜、劉以達、湯寶如、陳敏愷合作）[12]

《戀愛猜情尋》是一齣為「加拿大世界宣明會」籌款的慈善巡迴演出音樂劇。演出日期是2009年5月10日在（温哥華）、5月12日（卡加利）、5月14日（愛民頓）及5月16日（多倫多）。此音樂劇籌款的目的是幫助蒙古軟骨病兒童。

## 獎項紀錄
| 年份 | 典禮類型                           | 獎項                         | 作品                   | 結果 |
| ---- | ---------------------------------- | ---------------------------- | ---------------------- | ---- |
| 1996 | 第3屆香港電影評論學會大獎          | 最佳女演員                   | 《去吧！揸FIT人兵團》  | 提名 |
| 1997 | 第2屆香港電影金紫荊獎              | 最佳女配角                   | 《去吧！揸FIT人兵團》  | 提名 |
| 1997 | 第2屆香港電影金紫荊獎              | 最佳女配角                   | 《人間色相》           | 提名 |
| 1997 | 第1屆萬千星輝頒獎典禮              | 最佳女主角                   | 《壹號皇庭V》          | 提名 |
| 1998 | 第2屆萬千星輝頒獎典禮              | 最佳女主角                   | 《天地豪情》           | 獲獎 |
| 1998 | 第2屆萬千星輝頒獎典禮              | 最佳拍檔大獎                 | 《妙手仁心》           | 獲獎 |
| 1998 | 第6屆香港電影評論學會大獎          | 最佳女演員                   | 《每天愛你8小時》      | 提名 |
| 1999 | 第3屆萬千星輝頒獎典禮              | 最佳女主角                   | 《千里姻緣兜錯圈》     | 提名 |
| 2000 | 第4屆萬千星輝頒獎典禮              | 最佳女主角                   | 《創世紀II之天地有情》 | 提名 |
| 2001 | 第5屆萬千星輝頒獎典禮              | 最佳女主角                   | 《勇往直前》           | 提名 |
| 2001 | 第5屆萬千星輝頒獎典禮              | 最佳女主角                   | 《陀槍師姐III》        | 提名 |
| 2001 | 第5屆萬千星輝頒獎典禮              | 最佳拍檔大獎                 | 《陀槍師姐III》        | 獲獎 |
| 2001 | 第5屆萬千星輝頒獎典禮              | 本年度我最喜愛角色           | 《陀槍師姐III》        | 獲獎 |
| 2001 | 第2屆演藝動力大獎                  | 最突出電視女演員             | 《陀槍師姐III》        | 獲獎 |
| 2002 | 第6屆萬千星輝頒獎典禮              | 最佳女主角                   | 《洛神》               | 提名 |
| 2002 | 第6屆萬千星輝頒獎典禮              | 本年度我最喜愛角色           | 《洛神》               | 獲獎 |
| 2003 | 第7屆萬千星輝頒獎典禮              | 最佳女主角                   | 《黑夜彩虹》           | 提名 |
| 2004 | 第8屆萬千星輝頒獎典禮              | 最佳女主角                   | 《陀槍師姐IV》         | 提名 |
| 2004 | 第8屆萬千星輝頒獎典禮              | 最佳女主角                   | 《棟篤神探》           | 提名 |
| 2004 | 第8屆萬千星輝頒獎典禮              | 本年度我最喜愛拍檔           | 《棟篤神探》           | 獲獎 |
| 2004 | 第8屆萬千星輝頒獎典禮              | 本年度我最喜愛角色           | 《棟篤神探》           | 獲獎 |
| 2005 | 第1屆Astro華麗臺電視劇大獎         | 我的至愛角色                 | 《棟篤神探》           | 獲獎 |
| 2006 | 第10屆萬千星輝頒獎典禮             | 最佳女主角                   | 《火舞黃沙》           | 提名 |
| 2006 | 第10屆萬千星輝頒獎典禮             | 我最喜愛電視女角色           | 《火舞黃沙》           | 提名 |
| 2006 | 第8屆演藝動力大獎                  | 最突出電視女藝員             | 《火舞黃沙》           | 獲獎 |
| 2008 | 第12屆香港國際影視展               | 最受歡迎女電視演員           | 《珠光寶氣》           | 獲獎 |
| 2009 | 第19屆壹電視大獎                   | 十大電視演員(銀獎)           | 《珠光寶氣》           | 獲獎 |
| 2009 | 第13屆萬千星輝頒獎典禮             | 女主角五強金牌               | 《珠光寶氣》           | 獲獎 |
| 2009 | 第13屆萬千星輝頒獎典禮             | 最佳女主角                   | 《珠光寶氣》           | 提名 |
| 2009 | 第13屆萬千星輝頒獎典禮             | 我最喜愛電視女角色           | 《珠光寶氣》           | 提名 |
| 2009 | 第14屆全球華語榜中榜               | 最佳女主角                   | 《珠光寶氣》           | 獲獎 |
| 2009 | 第4屆騰訊星光大典                  | 年度電視女演員               | 《珠光寶氣》           | 提名 |
| 2009 | 第15屆上海電視節白玉蘭獎           | 最佳女演員                   | 《珠光寶氣》           | 提名 |
| 2009 | 第16屆香港電影評論學會大獎         | 最佳女演員                   | 《同門》               | 提名 |
| 2010 | 第14屆萬千星輝頒獎典禮             | 最佳女主角                   | 《飛女正傳》           | 提名 |
| 2010 | 第14屆萬千星輝頒獎典禮             | 我最喜愛電視女角色           | 《飛女正傳》           | 提名 |
| 2010 | 第7屆MY AOD我的最愛頒獎典禮        | 我的最愛電視女主角           | 《飛女正傳》           | 提名 |
| 2010 | 第7屆MY AOD我的最愛頒獎典禮        | 十大我的最愛電視角色         | 《飛女正傳》           | 提名 |
| 2012 | 第4屆國劇盛典                      | 年度最受歡迎女演員           | 《後宮甄嬛傳》         | 獲獎 |
| 2012 | 第3屆樂視影視盛典                  | 年度電視劇女演員             | 《後宮甄嬛傳》         | 提名 |
| 2013 | 第17屆萬千星輝頒獎典禮             | 最佳女主角                   | 《金枝慾孽貳》         | 提名 |
| 2013 | 第10屆時尚先生盛典                 | 港台最受歡迎女演員           | 《金枝慾孽貳》         | 獲獎 |
| 2013 | 第1屆中國UGC傳播大獎               | 全民注目影視演員獎           | 《金枝慾孽貳》         | 獲獎 |
| 2013 | 第10屆TVB 馬來西亞星光薈萃頒獎典禮 | 最喜愛TVB電視角色            | 《金枝慾孽貳》         | 提名 |
| 2013 | 第2屆男人裝年度星光盛典            | 年度最佳演員                 | 《金枝慾孽貳》         | 獲獎 |
| 2014 | 第13屆香港國際影視展               | 英藝獎                       | 《金枝慾孽貳》         | 獲獎 |
| 2014 | 第13屆華鼎獎                       | 中國古裝題材電視劇最佳女演員 | 《金枝慾孽貳》         | 獲獎 |

- 1991獲 《香港小姐競選》 季軍
- 1999獲 《香港電臺》 愛心之星
- 2000獲 《快周刊》 千禧快上位之星獎
- 2000獲 《tvb周刊》 我最喜愛的封面
- 2003獲 《十大秀身之星》
- 2004獲 《La Milky Way 10大秀身之星大賞》 最美麗輪廓獎
- 2004獲 《香港國際影視展》 最賣座的五大電視女演員之一
- 2004獲 《香港國際影視展》 香港國際影視展及亞洲電影投資會調查評選的最受歡迎電視女藝人之一
- 2005獲 《東周刊10大纖體鉆石之星大賞》 10大纖體鉆石之星
- 2008獲 《香港國際影視展及亞洲電影投資會》 最受歡迎的香港女電視藝人
- 2015獲 《時尚COSMO美麗盛典》 年度美麗偶像大獎
- 2016獲 《微博之夜》 年度綜藝人物
- 2016獲 《鳳凰時尚之選頒獎盛典》 年度時尚魅力榜樣大獎
- 2016獲 《鳳凰時尚之選頒獎盛典》 年度時尚魅力榜樣大獎
- 2018獲 《絲路凝聚力盛典》 年度最佳女演員
- 2018獲 《小資風尚盛典》 年度風尚影響力女藝人
- 2021獲 《搜狐時尚盛典》 十年風尚人物

## 無綫月曆
- 1994年8月 - 張兆輝
- 1997年3月 - 樊少皇
- 1999年8月 - 張家輝
- 2000年8月 - 郭晉安
- 2001年8月 - 馬浚偉
- 2002年4月 - 王喜
- 2003年4月 - 歐陽震華、魏駿傑
- 2004年1月 - 郭晉安
- 2005年6月 - 林保怡
- 2006年7月、8月 - 沈穎婷、蔡淇俊、林峯、鍾嘉欣、徐子珊、鄭嘉穎、姚子羚、崔建邦
- 2007年12月 - 曹永廉、楊思琦、湯盈盈、歐陽震華、陳豪
- 2008年10月 - 馬浚偉、苗僑偉、李施嬅、邵美琪、陸詩韻
- 2009年11月 - 林保怡、陳豪、黎姿
- 2014年11月 - 張兆輝、苗僑偉、汪明荃、邵美琪、吳啟華、田蕊妮
- 2015年 - 封面

## 商业
2013年9月26日，蔡少芬與家人合伙开设童裝店，命名为“童梦工厂”。

## 外部連結
- 蔡少芬 新浪微博 （页面存档备份，存于）
- 蔡少芬小紅書 （页面存档备份，存于）
- 蔡少芬在互联网电影资料库（IMDb）上的資料（英文）
- 蔡少芬在香港影庫上的簡介
- 蔡少芬在时光网上的簡介（简体中文）
- 蔡少芬在豆瓣上的资料（简体中文）

| 前任： 首任   | 明報周刊演藝動力大獎 最突出電視女藝員 2001年 | 繼任： 陳慧珊 |
| 前任： 汪明荃 | 明報周刊演藝動力大獎 最突出電視女藝員 2006年 | 繼任： 李司棋 |

| 前任： 梁小冰 | 香港小姐競選季軍 1991年 | 繼任： 張雪玲 |